# Chrysobothris peringueyi
Chrysobothris peringueyi es una especie de escarabajo del género Chrysobothris, familia Buprestidae. Fue descrita científicamente por Théry en 1925.